# ماساكازو موريتا
ماساكازو موريتا (森田成一 موريتا ماساكازو) هو ممثل ياباني ولد في 21 أكتوبر 1972 في سوميدا، طوكيو.

## أدواره في الأنمي

### مسلسلات أنمي تلفزيونية
- بليتش - إيتشيغو كوروساكي
- بليتش: حرب دماء الألف عام - إيتشيغو كوروساكي
- البدلة المتنقلة جاندام سيد ديستني - آول نيدر
- البدلة المتنقلة جاندام إيج - رودي مادورنا
- باكانو! - كلير ستانفيلد
- ميجر - توشيا ساتو (الصوت الثاني)
- ميجر سكند - توشيا ساتو
- سنغوكو باسارا - مايدا كيجي
- سنغوكو باسارا تو - مايدا كيجي
- عدن الشرق - ريو يوكي
- ون بيس - ماركو
- بوكيمون بلاك/وايت - تشيلي
- تايغر آند باني - بارنابي بروكس الابن
- باكومان - كازويا هيرامارو
- فجر يونا - كيجا
- فافنر في السماء الزرقاء EXODUS - بيلي مورغان
- وورلد تريغر - شوجي ميوا
- ديث باريد - يوسكي تاتييشي
- أص الديناري - كويتشيرو تانبا
- كرة سلة كوروكو - شوغو هايزاكي
- غضب باهاموت GENESIS - أزازيل
- غضب باهاموت VIRGIN SOUL - أزازيل
- رينغ ني كاكيرو - ريوجي تاكاني
- دراغون بول سوبر - ويس، مستنسخ فيجيتا، إل
- بيغ أوردر - إيجي هوشيميا
- كنغدوم - شين
- بطولات أرسلان - زانده
- بطولات أرسلان: رقصة العاصفة الترابية - زانده
- النمر المقنع W - كازوتشيكا أوكادا
- Rewrite - كوتارو تينّوجي
- كيه RETURN OF KINGS - يوكاري ميشاكوجي
- بلاك كلوفر - رايا (الصوت الثاني)
- بونغو ستراي دوغز - شوساكو كاتسورا
- زعيم المحاربين (2021) - موسكي

### أنمي الإنترنت
- سينت سيا: نايتس أوف ذا زودياك - سيا
- تايغر آند باني 2 - بارنابي بروكس الابن

### أوفا أنمي
- سوبرنتشرل ذي أنيميشن - تشارلي
- سينت سيا: هادس: العالم السفلي - بيغاسوس سيا
- سينت سيا: هادس: إليسيون - بيغاسوس سيا

### أفلام أنمي
- فيلم بليتش: ميموريز أوف نوبودي - إيتشيغو كوروساكي
- فيلم بليتش: ذا دياموند داست ريبيليون, هيورينمارو آخر - إيتشيغو كوروساكي
- فيلم بليتش: فيد تو بلاك, أنادي اسمك - إيتشيغو كوروساكي
- فيلم بليتش: ذا هل فيرس - إيتشيغو كوروساكي
- عدن الشرق: الفيلم الأول: The King of Eden - ريو يوكي
- عدن الشرق: الفيلم الثاني: Paradise Lost - ريو يوكي
- سنغوكو باسارا: ذا لاست بارتي - مايدا كيجي
- دراغون بول Z: معركة الخوارق - ويس
- دراغون بول Z: إعادة إحياء "F" - ويس
- دراغون بول سوبر: برولي - ويس
- كيه MISSING KINGS - يوكاري ميشاكوجي
- تايغر آند باني The Beginning - بارنابي بروكس الابن
- تايغر آند باني The Rising - بارنابي بروكس الابن

## أدواره في ألعاب الفيديو
- فاينل فانتسي X - تيدوس
- فاينل فانتسي X-2 - تيدوس، شويين
- ديسيديا: فاينل فانتسي - تيدوس
- ديسيديا 012: فاينل فانتسي - تيدوس
- ديسيديا: فاينل فانتسي NT - تيدوس
- كينغدوم هارتس - تيدوس
- سلسلة ألعاب بليتش: هيت ذا سول
  - بليتش: هيت ذا سول - إيتشيغو كوروساكي
  - بليتش: هيت ذا سول 2 - إيتشيغو كوروساكي
  - بليتش: هيت ذا سول 3 - إيتشيغو كوروساكي
  - بليتش: هيت ذا سول 4 - إيتشيغو كوروساكي
  - بليتش: هيت ذا سول 5 - إيتشيغو كوروساكي
  - بليتش: هيت ذا سول 6 - إيتشيغو كوروساكي
  - بليتش: هيت ذا سول 7 - إيتشيغو كوروساكي
- بليتش أدفانس: سول سوسايتي تصبغ بالقرمز - إيتشيغو كوروساكي
- بليتش: الروح المختارة - إيتشيغو كوروساكي
- بليتش جي سي: تجمع حاصدي الأرواح في الشفق - إيتشيغو كوروساكي
- بليتش: ذا بليد أوف فيت - إيتشيغو كوروساكي
- سنغوكو باسارا: ساموراي هيروز - كيجي مايدا
- سينت سيا: ذا هادس - بيغاسوس سيا
- سينت سيا: سولجرز سول - بيغاسوس سيا
- جاي-ستارز فيكتوري فيرسيس - بيغاسوس سيا، إيتشيغو كوروساكي
- ون بيس: بيرنينغ بلاد - ماركو
- دراغون بول: ريجنغ بلاست 2 - تاربل
- دراغون بول Z: باتل أوف Z - ويس
- دراغون بول زينوفرس - ويس
- دراغون بول فايترز - ويس
- دراغون بول Z: كاكاروت - ويس
- أرسلان: ذا واريورز أوف ليجند - زانده
- كيسّين III - رانمارو موري، كاغيكاتسو أويسوغي
- إيوريكا سفن الجزء 1: نيو ويف - ستيفن بيسون
- تينغاي ماكيو III ناميدا - أماكوسا شيرو
- إيتاداكي ستريت: دراغون كويست آند فاينل فانتسي ثيرتيث أنيفيرساري - تيدوس
- كنغدوم: قاهر الآلاف - شين
- توكيميكي ميموريال: غيرلز سايد: سكند كيس - تيرو سايكي
- تايغر آند باني: أون إير جاك - بارنابي بروكس الابن
- تايغر آند باني HERO'S DAY - بارنابي بروكس الابن

## أدواره في الدبلجة اليابانية
- هاي سكول ميوزيكال - تروي بولتون
- الدبور الأخضر - كاتو

## جوائز
- فاز بجائزة أفضل سييو مبتدأ عن دور إيتشيغو كوروساكي.

## وصلات خارجية
- ماساكازو موريتا على موقع IMDb (الإنجليزية)
- ماساكازو موريتا على موقع ألو سيني (الفرنسية)
- ماساكازو موريتا على موقع ميوزك برينز (الإنجليزية)
- ماساكازو موريتا على موقع ديسكوغز (الإنجليزية)
- ماساكازو موريتا على موقع قاعدة بيانات الفيلم (الإنجليزية)
- ماساكازو موريتا على موقع كينوبويسك (الروسية)
- ماساكازو موريتا على موقع ANN person (الإنجليزية)